# Gresas (Dordonya)
Gresas (en francès Grèzes) és un municipi francès situat al departament de la Dordonya i a la regió de la Nova Aquitània.

## Demografia
| 1962                                       | 1968 | 1975 | 1982 | 1990 | 1999 | 2007 |
| ------------------------------------------ | ---- | ---- | ---- | ---- | ---- | ---- |
| 164                                        | 149  | 131  | 164  | 163  | 159  | 173  |
| Des de 1962: població sense dobles comptes |      |      |      |      |      |      |

## Administració
| Període   | Identitat           | Partit        |
| --------- | ------------------- | ------------- |
| 1993-2008 | Daniel Chavagnat    |               |
| 2008-     | Jean-Marie Chanquoi | Divers droite |